# Helmark Carosseri
Helmark Carosseri AB var en svensk tillverkare av busskarosser, baserad i Markaryd, och som grundades 1934 i Laholm som "Skandiakarosser i Laholm". Det köptes av Bengt Helgesson 1967, varefter det omlokaliserades till Markaryd.
Företaget tillverkade specialkarosser i korta serier, till exempel godsbussar, bokbussar, blodgivarbussar, utställningsbussar och turnébussar, baserade på chassier från Volvo och Scania.
Tillverkningen lades ned 2010.